# Speleomantes sarrabusensis
Speleomantes sarrabusensis е вид земноводно от семейство Безбелодробни саламандри (Plethodontidae). Видът е уязвим и сериозно застрашен от изчезване.

## Разпространение
Разпространен е в Италия (Сардиния).

## Описание
Популацията на вида е стабилна.